# Dia de festa
Dia de festa (títol original en francès, Jour de fête) és una comèdia del director francès Jacques Tati estrenada el 1949. La pel·lícula narra la història d'un carter francès inepte que sovint es distreu i deixa de fer la seva feina per conversar amb els habitants locals i tafaneja la fira ambulant que arriba a la ciutat. Influenciat per l'excés de vi i per la rapidesa de l'American Postal Service, fa el possible per distribuir amb rapidesa les seves entregues amb bicicleta. S'ha doblat i subtitulat al català.
A Dia de festa, hi apareixen per primer cop diferents aspectes característics del treball de Tati en un llargmetratge. Aquesta pel·lícula és en gran part una comèdia visual amb un diàleg que sovint és tan sols un soroll de fons. Malgrat tot això, el so constitueix l'element clau de la pel·lícula, a causa de les veus creades per la imaginació de Tati i altres sons de fons que creen efectes humorístics.
La pel·lícula es va rodar originàriament en color Thomson, un procés que va desaparèixer abans que s'hi poguessin mostrar algunes còpies. La pel·lícula no va continuar endavant i Tati es va veure forçat a estrenar la versió en blanc i negre (que mostra ocasionalment llums de colors, pintades a mà per Tati) la qual es va crear per por que l'estrena en color no hi hagués quedat perfecte. La còpia en color la van publicar i modificar la filla de Tati, que es deia Sophie Tatischeff, i el cinematògraf François Ede, el 1995.
Un gran tros de la pel·lícula es va rodar a la ciutat de Senta Severa i a la seva rodalia i a una gran part dels seus habitants se'ls hi va donar un paper d'extres.

## Repartiment
- Jacques Tati com François (el carter)
- Guy Decomble com Roger
- Paul Frankeur com Marcel
- Santa Relli com la dona de Roger
- Maine Vallée com Jeannette
- Delcassan com el tafaner
- Roger Rafal com el perruquer
- Robert Balpo

## Banda sonora
1. Chemisettes - Jean Yatove
2. Jour de fête - Jean Yatove
3. Chanson des forains - Jean Yatove
4. Tournée rapide - Jean Yatove

Font: